# مارك رايان
مارك رايان (بالإنجليزية: Mark Ryan)‏ هو ممثل بريطاني، ولد في 7 يونيو 1956 في المملكة المتحدة. بدأ مشواره المهني سنة 1982.

## أعمال

### أفلام
- (1995) أول فارس[4]
- (1996) إيفيتا[5][6][7]
- (2000) ملائكة تشارلي[8]
- (2006) العظمة
- (2007) المتحولون
- (2009)  ثأر الهاوي[9][10][11][12][13]

### مسلسلات
- الأشرعة السوداء
- إيلياس
- جاغ

## وصلات خارجية
- مارك رايان على موقع IMDb (الإنجليزية)
- مارك رايان على موقع ألو سيني (الفرنسية)
- مارك رايان على موقع ميوزك برينز (الإنجليزية)
- مارك رايان على موقع أول موفي (الإنجليزية)
- مارك رايان على موقع قاعدة بيانات الأفلام السويدية (السويدية)
- مارك رايان على موقع قاعدة بيانات الفيلم (الإنجليزية)
- مارك رايان على موقع كينوبويسك (الروسية)